# Willi Kellers

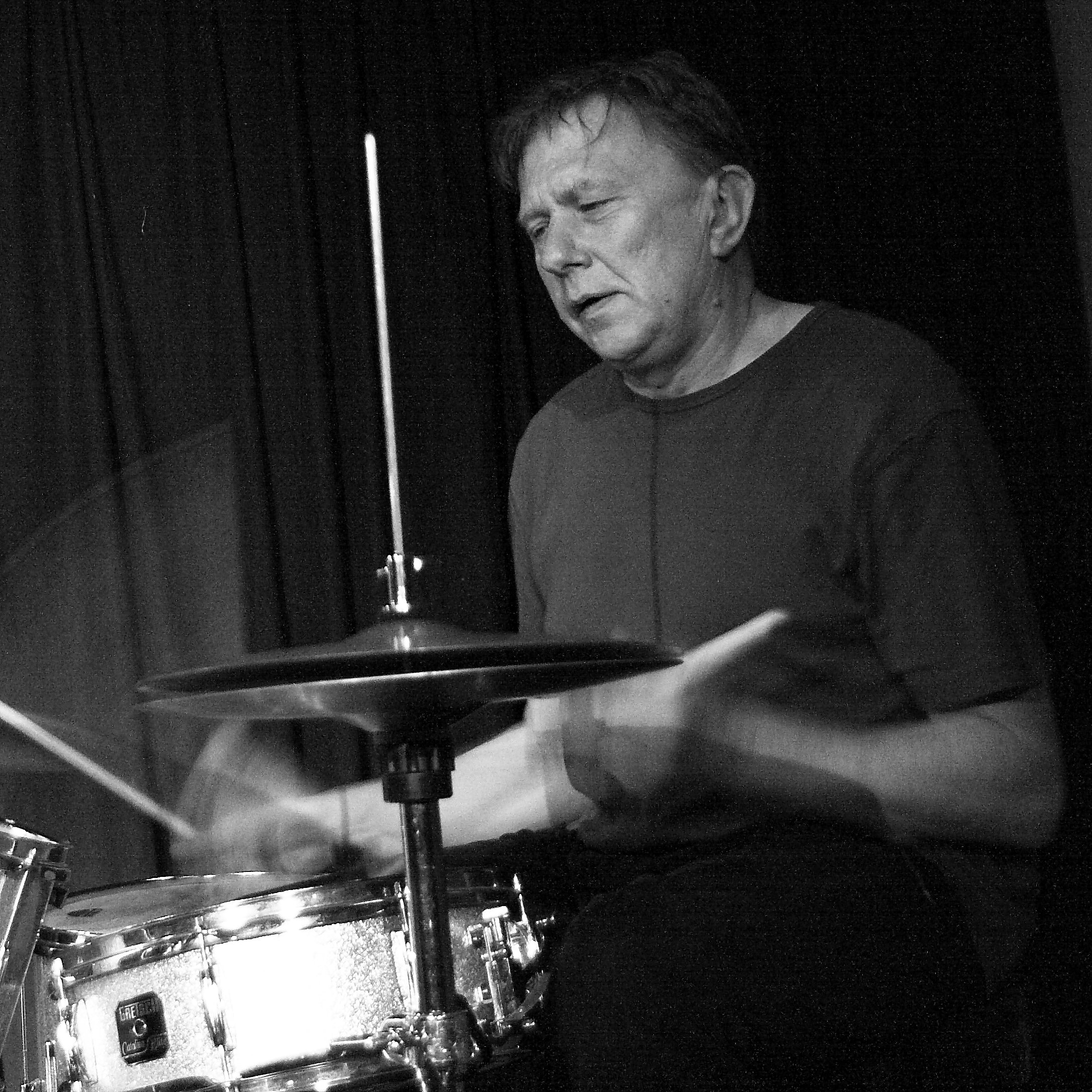
Willi Kellers beim Konzert mit Boombox im Club W71, 2013

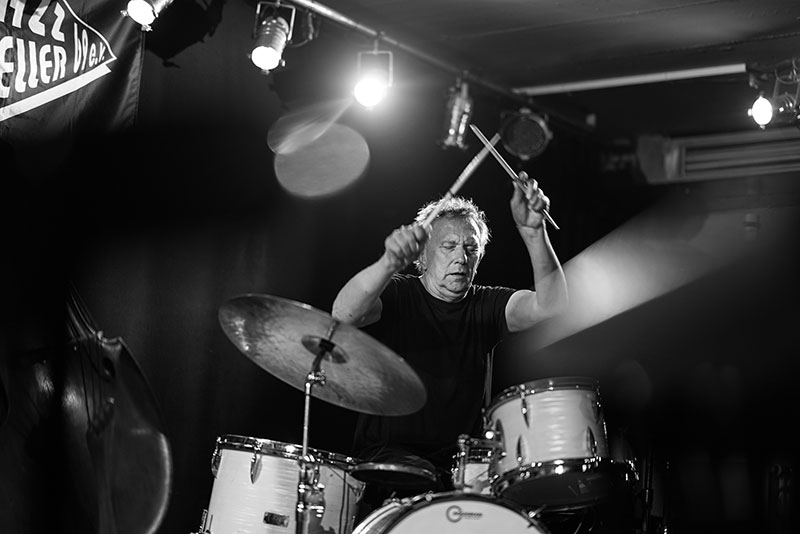
Willi Kellers im Jazzkeller 69, Berlin 2018

Willi Kellers (* 21. Dezember 1950 in Münster als Wilhelm Heinrich Kellers) ist ein deutscher Schlagzeuger  des Modern Creative Jazz und der neuen Improvisationsmusik.

## Leben und Wirken
Kellers studierte Musik an den Hochschulen Münster und Detmold. Anschließend war er als Theaterkomponist für die Bühnen in Bochum, Köln, Hamburg, Basel und Wien tätig. Seit 1980 trat er im Duo mit Peter Brötzmann auf. Es folgten Projekte mit Achim Knispel, mit einer eigenen Workshop Band, in Formationen mit Frank Wright, Harry Miller, Willem Breuker und Brötzmann. Ab der Mitte der 1980er Jahre arbeitete er mit Fred Frith, Tony Oxley und Phil Minton. 1989 spielte er im Quartett mit Manfred Schoof, Jay Oliver und Brötzmann. Ab 1990 arbeitete er auch im Trio mit  Keith und Julie Tippetts, sowie mit Ernst-Ludwig Petrowsky und Barre Phillips, aber auch mit Manfred Hering und mit Borah Bergman zusammen. Aktuell spielt er mit Petrowsky, Thomas Borgmann und Christoph Winckel (Ruf der Heimat), im Trio Boom Box mit Borgmann und Akira Andō sowie mit Abdourahmane Diop. Seit 2017 spielt Kellers  im Kollektiv "N", einem Ensemble dem Susanne Wegener, Theo Jörgensmann, Heinz-Erich Gödecke, Akira Ando, Jens Tolksdorf und Peter Ortmann angehören. Mit Thomas Borgmann und Jan Roder bildet er das Trio Keys & Screws.
Mit John Dikeman, Reza Askari, Shōji Hano und Hans Peter Hiby bildet er seit 2022 The Circle 5.0.
Konzerttourneen führten ihn in die meisten Länder Europas, aber auch in die USA, nach China und Sibirien.

## Diskografie (Auswahl)
- Secrets, (2020), Jazzwerkstatt Berlin, jw 202, RUF DER HEIMAT mit Thomas Borgmann / Christof Thewes / Jan Roder
- Some More Jazz, (2020), NoBusiness Records, NBLP 133, KEYS & SCREWS mit Jan Roder / Thomas Borgmann
- Julie Sassoon/Willi Kellers Waves (Jazzwerkstatt Berlin, 2019)
- One for Cisco, (2016), NoBusiness Records, NBLP 91, Thomas Borgmann Trio mit Max Johnson / Thomas Borgmann
- boom box - jazz, (2011), boom box (mit Thomas Borgmann / Akira Ando), Jazzwerkstatt Berlin, jw 106
- Machine Kaput, Konnex Records 1996, KCD 5070, Ruf der Heimat mit Peter Brötzmann / Thomas Borgmann / Christoph Winckel
- Ruf der Heimat, Konnex 1995, KCD 5067, Ruf der Heimat mit Ernst-Ludwig Petrowsky / Thomas Borgmann / Christoph Winckel